# Dipsy Selolwane
Diphetogo ("Dipsy") Selolwane (Gaborone, 27 de enero de 1978) es un futbolista botsuano del Pretoria University FC de Sudáfrica.
Comenzó jugando en la liga de su país, más tarde en equipos estadounidenses y daneses y actualmente juega en la Premier Soccer League de Sudáfrica. Ha jugado también con la Selección de fútbol de Botsuana.

## Selección nacional
Ha sido internacional con la Selección de fútbol de Botsuana, ha jugado 37 partidos internacionales y ha anotado 11 goles.

## Clubes
| Club                   | País           | Año       |
| ---------------------- | -------------- | --------- |
| Gaborone United        | Botsuana       | 1997-2000 |
| Vejle BK               | Dinamarca      | 2001-2002 |
| Chicago Fire           | Estados Unidos | 2002-2005 |
| Real Salt Lake         | Estados Unidos | 2005      |
| Santos Cape Town       | Sudáfrica      | 2005-2007 |
| Jomo Cosmos            | Sudáfrica      | 2007      |
| Ajax Cape Town         | Sudáfrica      | 2008-2010 |
| Supersport United      | Sudáfrica      | 2010-2012 |
| Pretoria University FC | Sudáfrica      | 2012-     |